# 9½ Weeks
9½ Weeks is een Amerikaanse erotische film uit 1986 geregisseerd door Adrian Lyne met in de hoofdrol Kim Basinger en Mickey Rourke. De film is gebaseerd op een autobiografische roman van Ingeborg Day uit 1978. De film werd heel slecht ontvangen in de bioscopen maar werd later een cultfilm door de verkoop van videobanden.

## Rolverdeling
| Acteur             | Personage        |
| ------------------ | ---------------- |
| Kim Basinger       | Elizabeth McGraw |
| Mickey Rourke      | John Gray        |
| Margaret Whitton   | Molly            |
| David Margulies    | Harvey           |
| Christine Baranski | Thea             |
| Karen Young        | Sue              |
| William DeAcutis   | Ted              |
| Dwight Weist       | Farnsworth       |
| Roderick Cook      | Sinclair         |
| Victor Truro       | Gallery Client   |